# Rutvas
Rutvas (někdy nazývaný též Rudý sud) byl jeden z největších rybníků bývalé Chlumecké rybniční soustavy na Chlumecku, který se rozkládal od konce 15. století na ploše katastrů dnešních obcí Bílé Vchynice a Tetov. 
Rybník byl napájen umělou strouhou nazývanou Čertova strouha, která se odpojovala z říčky Bystřice u obce Písek a vedla kolem hospodářského dvora Rtánov a dále k obci Pamětník. Čertova strouha byla vybudována v letech 1492 - 1497. 
Rybník byl vysušen v roce 1791 a na jeho území vznikly nové obce Tetov a Bílé Vchynice osídlené bezzemky. Z rybníka se dochovala hráz v blízkosti přírodní památky Pamětník. Na dochované hrázi se nachází lesovna, okolo které vede cyklistická trasa č. 4284. 
Voda z rybníka Rutvas se dala vypouštět na jih do Labe nebo na sever do Cidliny, což se využívalo zvláště při povodních na jednotlivých řekách.